# Biografielijst Zw

## Zwa

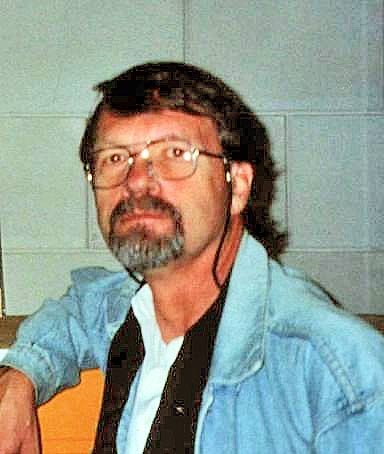
Peter Johannes de Zwaan

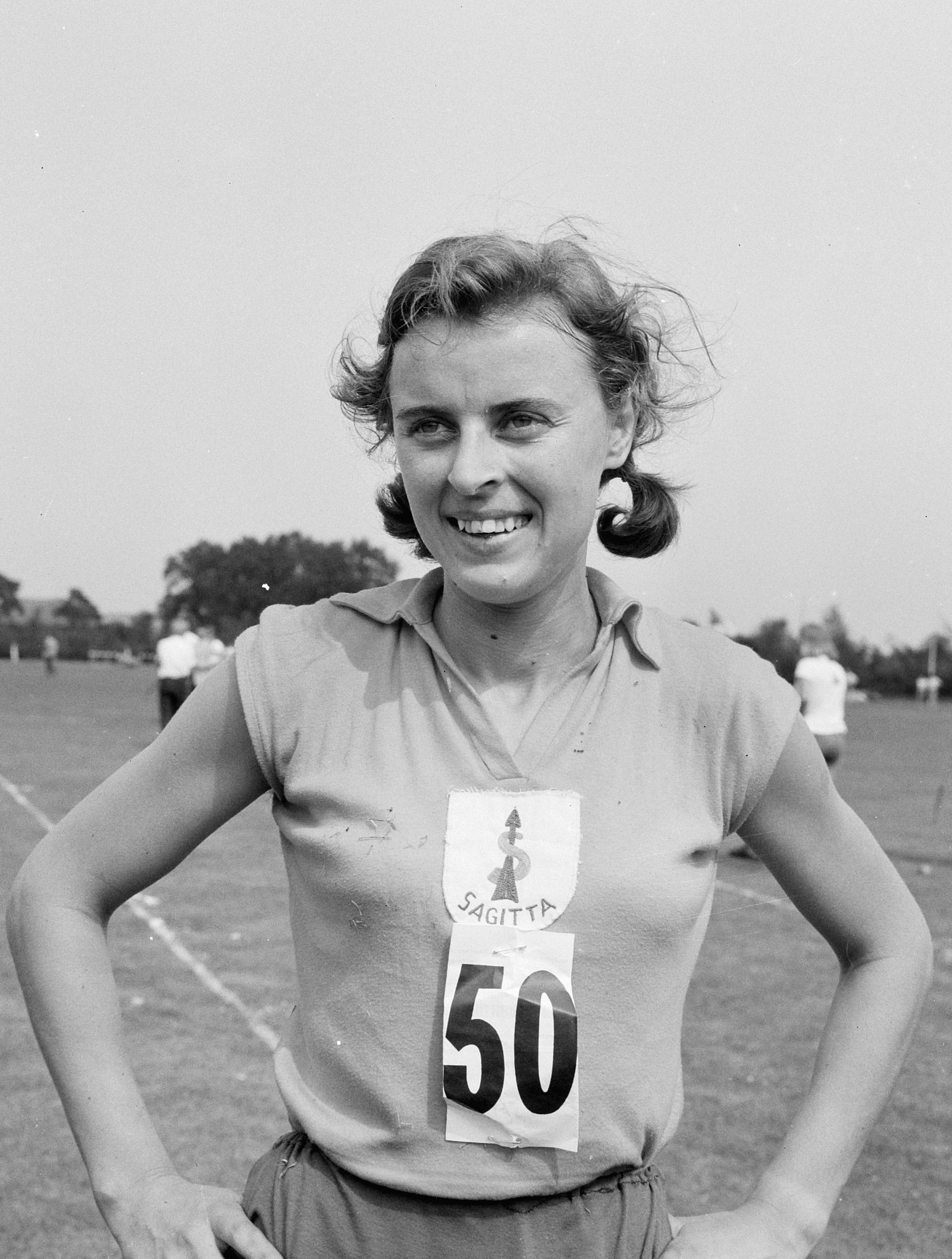
Tilly van der Zwaard

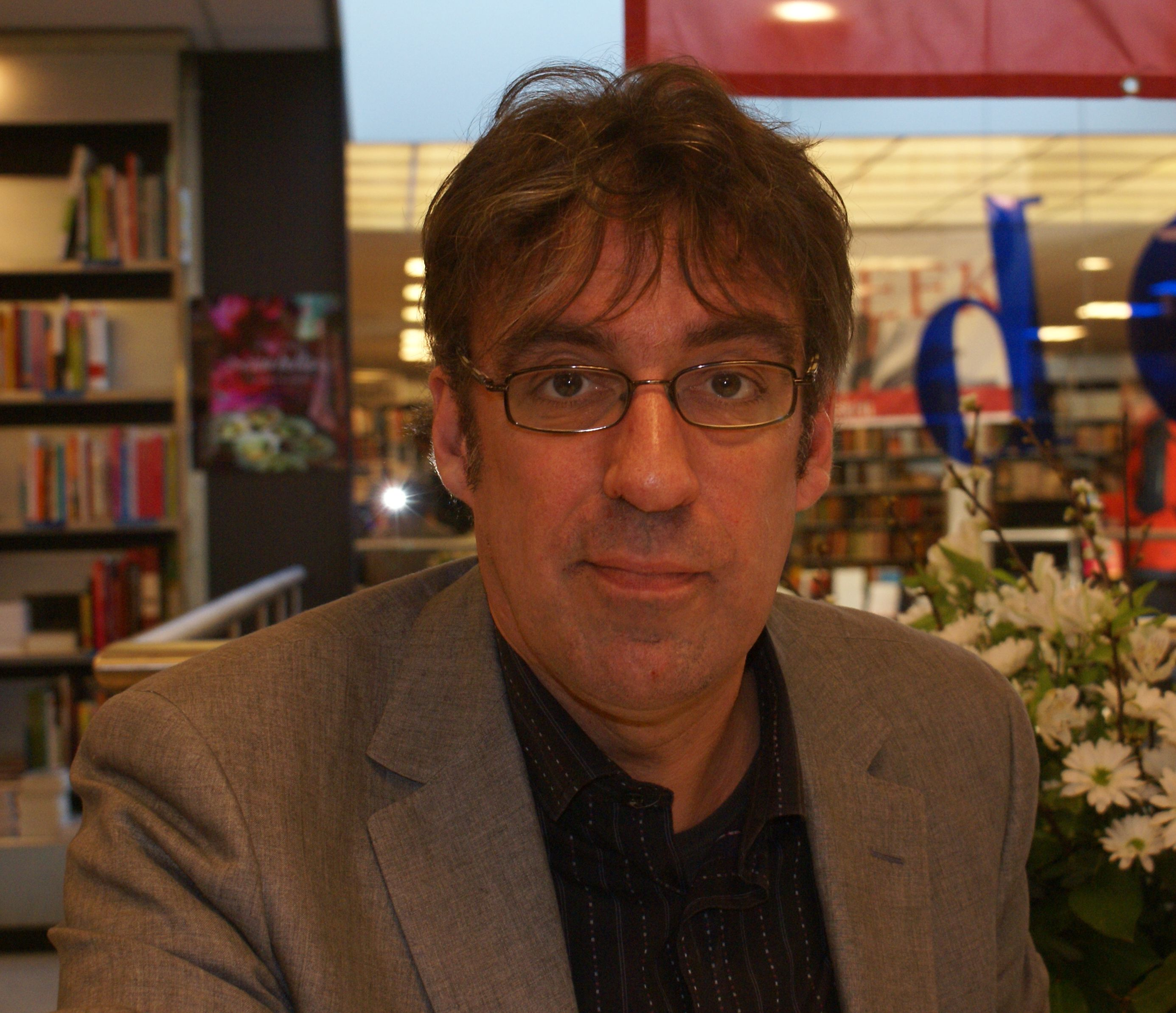
Joost Zwagerman

- Geert Lourens van der Zwaag (1858-1923), Nederlands politicus
- Jan van der Zwaag (1905-1944), Nederlands verzetsstrijder
- Klaas van der Zwaag (1955-2024), Nederlands theoloog en journalist
- R.J. (Rob) van der Zwaag (1962), Nederlands politicus
- Marten Zwaagstra (1895-1988), Nederlands architect en ondernemer
- Ben Zwaal (1944), Nederlandstalig dichter, theatermaker en -regisseur
- Jan Marcus Zwaan (1925-2007), Nederlands atleet
- Johan Gerard (Jo) Zwaan (1922-2012), Nederlands atleet
- Johannes Pieter Kleiweg de Zwaan (1875-1971), Nederlands fysisch antropoloog
- Peter Johannes de Zwaan (1944), Nederlands publicist en schrijver
- Patrick Zwaanswijk (1975), Nederlands voetballer
- Alexander Zwaap, bekend als Lex van Delden, (1919-1988), Nederlands componist en muziekrecensent
- René Zwaap (1961), Nederlands journalist
- Tilly van der Zwaard (1938-2019), Nederlands atlete
- Hendrick Zwaardecroon (1667-1728), gouverneur-generaal van Nederlands-Indië
- Hendrik Zwaardemaker (1857-1930), Nederlands arts
- Jacoba Berendina (Codien) Zwaardemaker-Visscher (1835-1912), Nederlands vertaalster, schrijfster en redactrice
- Bertha van Zwaben (ca. 907-966), Koningin van Bourgondië
- Berthold I van Zwaben (1060-1090), Hertog van Zwaben
- Burchard I van Zwaben (ca. 855-911), grondlegger van het hertogdom Zwaben
- Burchard II van Zwaben (ca. 883-926), Hertog van Zwaben
- Ernst I van Zwaben (970-1015), Hertog van Zwaben
- Filips van Zwaben (1177-1208), koning van Duitsland (1198-1208), markgraaf van Toscane (1195-1197) en hertog van Zwaben (1196-1208)
- Frederik I van Zwaben (1050-1105), Hertog van Zwaben (1079-1105)
- Frederik II van Zwaben (1090-1147), Hertog van Zwaben (1105-1147)
- Frederik IV van Zwaben (ca. 1144-1167), Hertog van Zwaben (1152-1167)
- Gisela van Zwaben (995-1043), Koningin-gemalin van het Heilige Roomse Rijk (1024-1028)
- Herman II van Zwaben (ca. 950-1003), Hertog van Zwaben (997-1003)
- Herman IV van Zwaben (1015-1038), Hertog van Zwaben (1030-1038)
- Koenraad I van Zwaben (ca. 940-997), Hertog van Zwaben (983-997)
- Koenraad van Zwaben (+1099), Bisschop van Utrecht (1076-1099)
- Mathilde van Zwaben (ca. 988-ca. 1031), koningin van Zwaben
- Otto I van Zwaben (+982), Hertog van Zwaben (973-982)
- Otto II van Zwaben (ca. 1000-1047), hertog van Zwaben (1045-1047)
- Otto III van Zwaben (+1057), Hertog van Zwaben (1048-1057)
- Hajo Hendrik Zwager (1926-1973), Nederlands historicus en leraar
- Joost Zwagerman (1963-2015), Nederlands schrijver, dichter en essayist
- Marianne Zwagerman (1969) Nederlands schrijfster
- Willem Zwalve (1949), Nederlands rechtshistoricus
- Arno van Zwam (1969), Nederlands voetbaldoelman en trainer
- Paul Zwama (1987), Nederlands atleet
- Kees Zwamborn (1952), Nederlands voetballer en voetbalcoach
- Arie van der Zwan (1935), Nederlands econoom, publicist en politicus
- Cornelis Cornelisz. Inde Zwan, pseudoniem van Cornelis Cornelisz. van Haarlem, (1562-1638), Noord-Nederlands schilder en tekenaar
- Frank van der Zwan (1988), Nederlands voetballer
- Frederik Willem (Fred) van der Zwan (1935), Nederlands waterpolospeler
- Niels van der Zwan (1967), Nederlands roeier
- Tjeerd van der Zwan (1954), Nederlands burgemeester
- Arnold van Zwanenberg (1856-1941), Nederlands veehandelaar en ondernemer
- Salomon (Saal) van Zwanenberg (1889-1974), Nederlands industrieel
- Lammert Zwanenburg (1894-1944), Nederlands verzetsstrijder
- Margriet Zwanenburg (1986), Nederlands zwemster
- Marten Zwanenburg (1972), Nederlands jurist
- Piet Zwanenburg (1913-2004), Nederlands schaatser en -coach
- Christiaan Zwanikken (1967), Nederlands beeldend kunstenaar
- Johan Zwanikken (1908-1985), Nederlands bestuurder en politicus
- Adrianus Johannes (Arie) Zwart (1903-1981), Nederlands kunstschilder
- Boudewijn Zwart (1962), Nederlands beiaardier, organist en pianist
- Dolf de Zwart, Nederlands honkballer
- Erik Louis Petrus de Zwart (1957), Nederlands radio- en televisiemaker en ondernemer
- Everhard Zwart (1958), Nederlands organist en dirigent
- Hendrik Jan (Henk) Zwart (1924), Nederlands structureel geoloog
- J.N. (Joan) de Zwart-Bloch (1959), Nederlands politica
- Jan Zwart (1877-1937), Nederlands organist en componist
- Jeff Zwart (1971), Nederlands gitarist, componist en docent
- Peter R. Zwart (1954), Nederlands topfunctionaris
- Piet Zwart (1885-1977), Nederlands fotograaf, typograaf en industrieel ontwerper
- Rutger Simon Zwart (1964), Nederlands politicus
- Tim de Zwart (1964), Nederlands acteur en regisseur
- Willem de Zwart, pseudoniem van Wilhelmus Henricus Petrus Johannes van Stade, (1862-1931), Nederlands kunstenaar, etser, aquarellist en tekenaar
- Zwartbaard, pseudoniem van Edward Teach, (1680-1718), Engels piraat
- André Zwartbol (1969), Nederlands journalist en televisiepresentator
- Floris de Zwarte (ca. 1115-1133), Graaf van Holland
- Halfdan de Zwarte (ca. 810-ca. 850), koning in Noorwegen
- Hendrik de Zwarte (ca. 1075-1126), Hertog van Beieren (1120-1126)
- Pieter Karel (Piet) de Zwarte (1948), Nederlands waterpolospeler
- Zwarte Riek, pseudoniem van Hendrika Elisabeth Jansen (1924-2016), Nederlands zangeres
- Jan Zwartendijk (1896-1976), Nederlands bedrijfsleider en diplomaat
- Theo Zwarthoed (1982), Nederlands voetbaldoelman
- Frans Zwartjes (1927-2017), Nederlands filmregisseur en kunstenaar
- Izaak Zwartjes (1974), Nederlands beeldend kunstenaar
- Irma Zwartkruis (1958), Nederlands triatlete
- Jan Zwartkruis (1926-2013), Nederlands voetbaltrainer en bondscoach
- Theodorus Henricus Johannes Zwartkruis (1909-1983), Nederlands bisschop (1966-1983)
- Frans Zwarts (1949), Nederlands taalwetenschapper en rector magnificus
- Kim Zwarts (1955), Nederlands fotograaf
- Moshé Zwarts (1937-2019), Nederlands architect

## Zwe

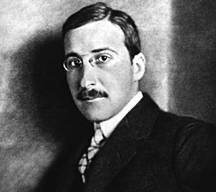
Stefan Zweig (1901)

- Adolf Frederik van Zweden (1710-1771), Koning van Zweden (1751-1771)
- Anna Maria van Zweden, geboren als Anna Maria Wasa, (1545-1610), dochter van Gustaaf I van Zweden en Margaretha Leijonhufvud
- Anund Jacob van Zweden (1000-1050), Zweeds koning (1022-1050)
- Astrid Sofia Lovisa Thyra van Zweden (1905-1935), koningin van België, hertogin van Brabant en prinses van Zweden
- Bernd Zweden (1988), Nederlands langebaanschaatser
- Bertil Gustaaf Oscar Karel Eugenius van Zweden (1912-1997), hertog van Halland
- Birgitta Ingeborg Alice, prinses van Zweden (1937-2024), Zweeds prinses
- Birgitta van Zweden (1303-1373), Zweeds heilige
- Carl Philip Edmund Bertil van Zweden (1979), hertog van Värmland
- Catharina van Zweden (1332-1381), Zweeds kloosterlinge en heilige
- Charlotte Augusta Amalia Albertina (Eugénie) van Zweden (1830-1889), Zweeds prinses
- Christina I van Zweden (1626-1689), Zweeds koningin
- Christina Louise Helena, Prinses van Zweden, Mevrouw Magnuson (1943), Zweeds prinses
- Désirée Elisabeth Sybilla, Prinses van Zweden, Barones Silfverschiöld (1938), Zweeds prinses
- Emund van Zweden (+1060), Koning van Zweden (1050-1060)
- Erik van Zweden (1889-1918), Zweeds prins en hertog van Västmanland
- Erik VI van Zweden (ca. 945-995), koning van Zweden (970-995)
- Erik VII van Zweden, koning van Zweden
- Erik VIII van Zweden (+1067), koning van Zweden (1066-1067)
- Erik IX van Zweden (ca. 1120-1160), Koning van Zweden
- Erik X van Zweden (1180-1216), koning van Zweden (1208-1216)
- Erik XI van Zweden (1216-1250), koning van Zweden (1222-1229 en 1234-1250)
- Erik XIV van Zweden (1533-1577), koning van Zweden (1560-1568)
- Erik Årsäll van Zweden, koning van Zweden (1087-1088)
- Estelle Silvia Ewa Mary van Zweden (2012), Zweeds prinses
- Eugenius Napoleon Nicolaas van Zweden (1865-1947), Zweeds prins
- Filips van Zweden (+1118), Koning van Zweden (ca. 1105-1118)
- Frans (Gustaaf) Oscar van Zweden (1827-1852), prins van Zweden, hertog van Uppland, componist
- Frederik Adolf van Zweden (1750-1803), Zweeds prins
- Frederik I van Zweden (1676-1751), Koning van Zweden (1720-1751)
- Gustaaf Adolf van Zweden (1906-1947), hertog van Västerbotten, was erfprins van Zweden
- Gustaaf I van Zweden (1496-1560), koning van Zweden (1523-1560)
- Gustaaf II Adolf van Zweden (1594-1632), koning van Zweden (1611-1632)
- Gustaaf III van Zweden (1746-1792), koning van Zweden (1771-1792)
- Gustaaf IV Adolf van Zweden (1778-1837), Koning van Zweden (1792-1809)
- Gustaaf V van Zweden (1858-1950), koning van Zweden (1907-1950)
- Gustaaf VI Adolf van Zweden (1882-1973), koning van Zweden (1950-1973)
- Gyda van Zweden (+ca. 1049), Koningin-gemalin van Denemarken
- Haakon van Zweden (ca. 1040), Koning van Zweden (1070-1079)
- Halsten van Zweden (+1070), Koning van Zweden (1067-1070)
- Inge I van Zweden (+1105), Koning van Zweden (1080-1084, 1087-1105)
- Inge II van Zweden, Koning van Zweden (ca. 1110-1120)
- Ingeborg van Zweden (1279-1319), Koningin-gemaal van Denemarken (1296-1319)
- Ingrid van Zweden (1910-2000), Koningin-gemalin van Denemarken (1947-1972)
- Jaap van Zweden (1960), Nederlands dirigent en violist
- Johan Hendrik van Zweden (1896-1975), Nederlands kunstschilder en beeldhouwer
- Johan I van Zweden (ca. 1201-1222), Koning van Zweden (1216-1222)
- Johan III van Zweden (1537-1592), Koning van Zweden (1568-1592)
- Karel Filips van Zweden (1601-1622), Zweeds prins en Russisch troonkandidaat
- Karel Gustaaf Oscar Frederik Christiaan van Zweden (1911-2003), hertog van Östergötland, prins van Zweden
- Karel Johan Arthur van Zweden (1916), Zweeds prins
- Karel Nicolaas (Augustus) van Zweden (1831-1873), Hertog van Dalarna
- Karel Oscar van Zweden (1852-1854), Zweeds erfprins
- Karel Willem Lodewijk Bernadotte (Willem) van Zweden (1884-1965), Zweeds prins
- Karel VII van Zweden (1130-1167), Koning van Zweden (1160-1167)
- Karel VIII van Zweden (1409-1470), Koning van Zweden (1448-1470)
- Karel IX van Zweden (1550-1611), Koning van Zweden (1604-1611)
- Karel X Gustaaf van Zweden (1622-1660), koning van Zweden (1654-1660)
- Karel XI van Zweden (1655-1697), Koning van Zweden (1660-1697)
- Karel XII van Zweden (1682-1718), koning van Zweden (1697-1718)
- Karel XIII van Zweden (1748-1818), Koning van Zweden (1809-1818)
- Karel XIV Johan van Zweden, geboren als Jean-Baptiste Jules Bernadotte, (1763-1844), Frans militair, koning van Zweden en Noorwegen (1818-1844)
- Karel XV Lodewijk Eugène van Zweden (1826-1872), Koning van Zweden (1859-1872)
- Karel XVI Gustaaf Folke Hubertus van Zweden (1946), Koning van Zweden (1973-)
- Knoet I van Zweden (ca. 1160-1196), koning van Zweden (1167-1196)
- Knoet II van Zweden (+1234), koning van Zweden (1229-1234)
- Louise Josephine Eugenie van Zweden (1851-1926), Koningin-gemalin van Denemarken (1906-1912)
- Madeleine Thérèse Amelie Josephine van Zweden (1982), Zweeds prinses
- Magnus Henriksson van Zweden (+1161), Koning van Zweden (1160-1161)
- Magnus I Birgersson van Zweden (1240-1290), Koning van Zweden (1275-1290)
- Margaretha Désirée Victoria, Prinses van Zweden, Mevrouw Ambler (1934), Zweeds prinses
- Margaretha Sofia Louise Ingeborg van Zweden (1899-1977), Zweeds prinses
- Märtha Sophia Lovisa Damar Thyra van Zweden (1901-1954), Zweeds prinses
- Olof I van Zweden (+975), Koning van Zweden (970-975)
- Olof II van Zweden (ca. 980-1022), Koning van Zweden (995-1022)
- Oscar I van Zweden (1799-1859), koning van Zweden (1844-1859) en van Noorwegen (1844-1859)
- Oscar II Frederik van Zweden (1829-1907), Koning van Zweden (1872-1907)
- Oscar Karel Willem Bernadotte (Karel) van Zweden (1861-1951), prins van Zweden, hertog van Västergötland
- Sigvard Oscar Frederik van Zweden, graaf van Wisborg (1907-2002), Zweeds prins, hertog van Uppland
- Sophia Albertina van Zweden (1753-1829), Zweeds prinses
- Stenkil van Zweden (ca. 1028-1066), Koning van Zweden (1060-1066)
- Sven van Zweden (ca. 1050-ca. 1087), Koning van Zweden (1084-1087)
- Sverker I van Zweden (ca. 1130-1156), koning van Östergötland en van heel Zweden (1140-1156)
- Sverker II Karlsson van Zweden (ca. 1160-1210), Koning van Zweden (1196-1208)
- Ulrike Eleonora van Zweden (1688-1741), Koningin van Zweden (1718-1720)
- Victoria Ingrid Alice Désirée van Zweden (1977), prinses van Zweden, hertogin van Västergötland
- Waldemar I van Zweden (1239-1302), koning van Zweden (1250-1275)
- Zweder I van Montfoort (ca. 1270-1331), Burggraaf van Montfoort (1299-1331)
- Zweder II van Montfoort (1330-1375), burggraaf van Montfoort (1345-1375)
- Zweder III van Abcoude (ca. 1350-1400), heer van Gaasbeek, heerlijkheid Putten en heerlijkheid Strijen
- Meester van Zweder van Culemborg (15e eeuw), Nederlands beeldend kunstenaar
- Cees van Zweeden (1915-2003), Nederlands verzetsstrijder, volleyballer en bondscoach
- Jacobus ten Zweege (1855-1917), Fries plateelschilder en tegelontwerper
- Joep Zweegers (1992), Nederlands voetballer
- Joost Zweegers, bekend als Novastar, (1971), Nederlands zanger en liedschrijver
- Theo Zweerman (1931-2005), Nederlands theoloog
- Ben Zweers (1934), Nederlands voetballer, voetbaltrainer en technisch directeur
- Bernardus Josephus Wilhelmus (Bernard) Zweers (1854-1924), Nederlands componist en dirigent
- Jeronemus Johannes (Jeroen) Zweerts (1945), Nederlands hockeyspeler
- Johan I van Palts-Zweibrücken (1550-1604), Hertog van Palts-Zweibrücken (1569-1604)
- Johan II van Palts-Zweibrücken (1584-1635), Hertog van Palts-Zweibrücken (1604-1635)
- Kasper van Palts-Zweibrücken (1458-1527), paltsgraaf en hertog van Palts-Zweibrücken (1489-1490/1514)
- Lodewijk I van Palts-Zweibrücken (1424-1489), Hertog van Palts-Zweibrücken (1444-1489)
- Wolfgang van Palts-Zweibrücken (1526-1569), Hertog van Palts-Zweibrücken (1532-1569) en Vorst van Palts-Neuburg (1557-1569)
- Albert Zweifel (1949), Zwitsers veldrijder
- Arnold Zweig (1887-1968), Duits schrijver
- Stefan Zweig (1881-1942), Oostenrijks schrijver
- Stefanie Zweig (1932-2014), Duits schrijfster en journaliste
- Tim Zweije (1982), Nederlands acteur
- Zwentibold (ca. 870-900), koning van Lotharingen
- Lisbeth Zwerger (1954), Oostenrijks illustratrice
- Klaas-Erik Zwering (1981), Nederlands zwemmer
- Gerrit Jan (Ger) Zwertbroek (1983-1977), Nederlands journalist en medeoprichter van een omroep
- Shirley Zwerus (1946), Nederlands zangeres en pianiste
- Antonius Josef (Ton) Zwerver (1951), Nederlands beeldhouwer, fotograaf, graficus en collagekunstenaar
- Dolf Zwerver (1932-2010), Nederlands kunstschilder
- Frits de Zwerver, pseudoniem van Frits Slomp, (1898-1978), Nederlands predikant en verzetsstrijder
- Jaw de Zwerver, pseudoniem van André Edwin Doorson, (1927-1997), Surinaams schrijver
- Johanna Hendrika (Ans) Zwerver (1955), Nederlands politica
- Ron Zwerver (1967), Nederlands volleybalspeler
- Rob Zwetsloot (1955), Nederlands televisiepresentator
- Erik Gerardus Nicolaas Zwezerijnen (1958), Nederlands kunstenaar

## Zwi

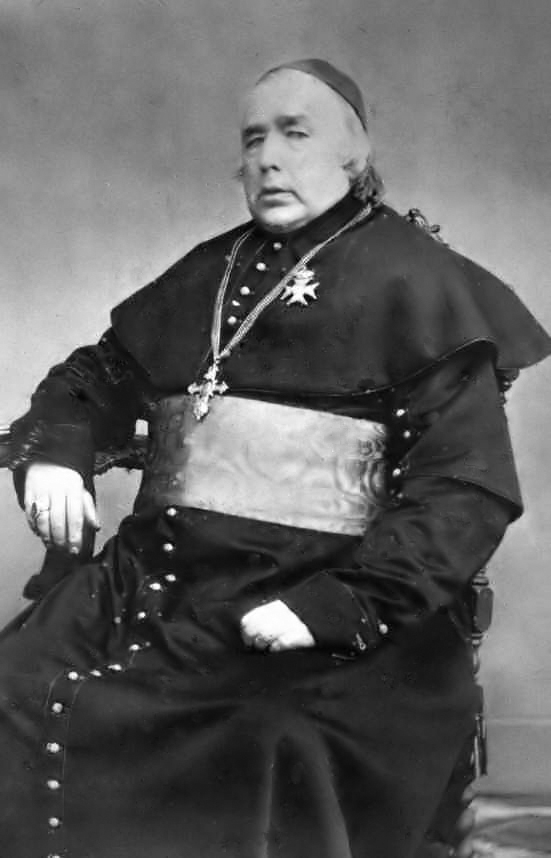
Joannes Zwijsen

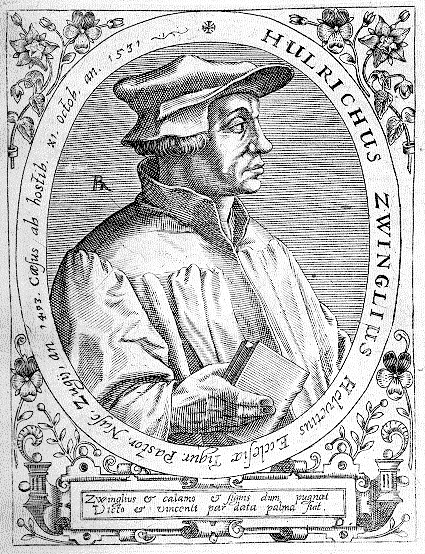
Huldrych Zwingli

Nico Zwinkels (1991)

- Isaac Ben-Zwi (1884-1963), Oekraïens-Israëlisch geschiedkundige en president van Israël
- Fritz Zwicky (1898-1974), Zwitsers astronoom
- Marc Zwiebler (1984), Duits badmintonner
- Nanne Zwiep (1894-1942), Nederlands predikant
- Eddie Zwier (1934), Nederlands ondernemer en hockeyspeler
- Gerrit Jan Zwier (1957), Nederlands schrijver
- Claudia Zwiers (1973), Nederlands judoka
- Lambertus Zwiers (1871-1953), Nederlands tekenaar, kunstschilder, architect, meubelontwerper, boekbandontwerper en ontwerper van behang
- Pieter Roelof (Piet) Zwiers (1907-1965), Nederlands kunstschilder
- Simon Zwiers (1974), Nederlands acteur, contrabassist, zanger en stemacteur
- Wim Zwiers (1922), Nederlands graficus, graveur, tekenaar, kunstschilder, beeldhouwer, glasschilder en docent
- Benoît Zwierzchiewski (1976), Frans atleet
- Ada van Zwieten (1958), Nederlands triatlete en duatlete
- Ben van Zwieten (1924), Nederlands politicus
- Herman Arnold van Zwieten (1940-2004), Nederlands burgemeester en voorzitter sportbond
- Willebrordus (Willy) van Zwieteren (1904-1983), Nederlands voetballer
- Floortje Zwigtman, pseudoniem van Andrea Oostdijk, (1974), Nederlands onderwijzeres en kinderboekenschrijfster
- Clemens Zwijnenberg (1970), Nederlands voetballer
- Herman Arnold Zwijnenberg (1889-1964), Nederlands veearts en politicus
- Joannes Zwijsen (1794-1877), Nederlands geestelijke
- Cornelis Zwikker (1900-1985), Nederlands natuurkundige
- Sabine Zwikker (1968), Nederlands beeldhouwster
- Serge Zwikker (1973), Nederlands basketbalspeler
- Valerie Zwikker (1972), Nederlands presentatrice
- Ellen Taaffe Zwilich (1939), Amerikaans componiste en muziekpedagoge
- Christian Zwilling (1738-1800), Duits luthers theoloog, prediker en dominee
- Axel Zwingenberger (1955), Duits boogiewoogie- en bluespianist en -componist
- Huldrych Zwingli (1484-1531), Zwitsers kerkhervormer
- Nico Zwinkels (1945-2025), Nederlands televisiepresentator
- Robert Zwinkels (1983), Nederlands voetballer
- Ralf Zwitser, Nederlands marathonschaatser
- Hannelore Zwitserlood (1975), Nederlands nieuwslezeres en columniste
- Scott Zwizanski (1977), Amerikaans wielrenner

## Zwo

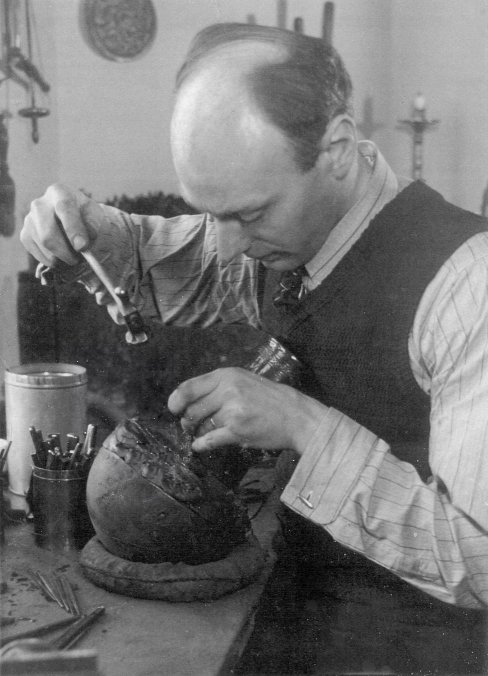
Marinus Zwollo (ca. 1946)

- Coen van Zwol (1963), Nederlands journalist
- Richard van Zwol (1965), Nederlands topambtenaar
- Krzysztof Zwoliński (1959), Pools atleet
- Henk-Jan Zwolle (1964), Nederlands roeier
- Henri Arnaut de Zwolle (ca. 1400-1466), Frans geneesheer, astronoom, astroloog en organist
- Sandra Zwolle (1971), Nederlands langebaanschaatsster
- Marinus Zwollo (1903-1983), Nederlands edelsmid
- Charles Zwolsman (1955-2011), Nederlands autocoureur en crimineel
- Charles Zwolsman (1979), Nederlands autocoureur
- Reinder Zwolsman (1913-1988), Nederlands zakenman
- Vladimir Kosma Zworykin (1889-1982), Russisch-Amerikaans uitvinder, ingenieur en televisiepionier.